# Бігелов (Міссурі)
Бігелов (англ. Bigelow) — селище (англ. village) в США, в окрузі Голт штату Міссурі. Населення — 5 осіб (2020).

## Географія
Бігелов розташований за координатами 40°6′36″ пн. ш. 95°17′22″ зх. д. / 40.11000° пн. ш. 95.28944° зх. д. (40.109910, -95.289429).  За даними Бюро перепису населення США в 2010 році селище мало площу 0,23 км², уся площа — суходіл. В 2017 році площа становила 0,25 км², уся площа — суходіл.

## Демографія
Згідно з переписом 2010 року, у селищі мешкало 27 осіб у 12 домогосподарствах у складі 6 родин. Густота населення становила 117 осіб/км².  Було 22 помешкання (95/км²).
Расовий склад населення:
| - 100,0 % — білих |

До двох чи більше рас належало 0,0 %. Частка іспаномовних становила 0,0 % від усіх жителів.
За віковим діапазоном населення розподілялося таким чином: 29,6 % — особи молодші 18 років, 40,8 % — особи у віці 18—64 років, 29,6 % — особи у віці 65 років та старші. Медіана віку мешканця становила 33,8 року. На 100 осіб жіночої статі у селищі припадало 107,7 чоловіків;  на 100 жінок у віці від 18 років та старших — 90,0 чоловіків також старших 18 років.
Цивільне працевлаштоване населення становило 5 осіб. Основні галузі зайнятості: оптова торгівля — 60,0 %, будівництво — 40,0 %.